# Thomas Coventry (2e baron Coventry)
Pour les articles homonymes, voir Thomas Coventry et Coventry.
Thomas Coventry, 2e baron Coventry (1606 - 27 octobre 1661) est un homme politique anglais qui siège à la Chambre des communes entre 1625 et 1629 et est membre de la Chambre des lords. Il soutient la cause royaliste dans la guerre civile anglaise.

## Biographie
Il est le fils de Thomas Coventry (1er baron Coventry) et de sa première épouse Sarah Seabright, fille de John Seabright . En 1625, il est élu député de Droitwich et réélu l'année suivante. En 1628, il est élu député du Worcestershire et siège jusqu'en 1629, lorsque le roi Charles Ier décide de gouverner sans parlement pendant onze ans .
Il est nommé membre du Conseil de Galles et des Marches le 2 mai 1633. Il devient commissaire à l'indemnisation de l'Avon le 9 mars 1637. Le 14 janvier 1640, il devient baron Coventry à la mort de son père. Il est coprésident d'Array dans le Worcestershire en 1642 et signe l'engagement avec le roi à York. Il se soumet au Parlement en octobre 1642 et, en mai 1643, est autorisé à se rendre à l'étranger pour des raisons de santé. Il est de retour en Angleterre l'année suivante . Le 15 janvier 1644, la Compagnie britannique des Indes orientales reçoit l'ordre de geler l'argent et les biens qu'il possède. Le 11 avril 1645, tous ses biens et les meubles dans sa maison de Westminster sont saisis, inventoriés et vendus afin de payer l'amende de 1 500 £.
Il est soupçonné d'avoir des sympathies royalistes en 1651 et d'avoir soutenu Charles II. Il est blanchi des charges, mais est emprisonné pendant un certain temps en 1655 .
Il est décédé de gangrène aux orteils dans sa maison de Lincoln's Inn Fields le 27 octobre 1661, à l'âge d'environ 54 ans. Il est enterré à l'église Croome d'Abitot . Dans son testament, daté du 31 août 1657, il a légué 500 livres de charité aux pauvres d'Evesham.
Il épouse Mary Craven, fille de Sir William Craven, ancien maire de Londres, le 2 avril 1627. Sin fils aîné George Coventry (3e baron Coventry) lui succède. Son fils cadet Thomas Coventry (1er comte de Coventry) a été créé comte de Coventry en 1697.